# Eragrostis rejuvenescens
Eragrostis rejuvenescens är en gräsart som beskrevs av Alfred Barton Rendle. Eragrostis rejuvenescens ingår i släktet kärleksgrässläktet, och familjen gräs. Inga underarter finns listade i Catalogue of Life.